# Елинистическа философия
Елинистическа философия е  название за философските концепции и идеи, създадени през Елинистическата епоха. Това е външна, историческа периодизация, на която не съответства специфично съдържание. Основните школи на гръцката философия са налице още преди началото на периода: платонизъм, перипатетизъм, стоицизъм и епикурейство (атомизъм) изчерпват логическите възможности, а тяхното комбиниране в еклектизъм или отхвърлянето в скептицизма са вторични. Запазеният материал от епохата е съвсем оскъден, така че представите идват главно от по-късни източници, които не дават реална представа. Например гръцкият стоицизъм е пълноценна философска ситема, от която римският стоицизъм запазва единствено етиката; аналогично е възприятието на  Лукреций за философията на Епикур.
Елинистическите философи стават особено популярни благодарение на възгледите си за съдбата, боговете, мястото на човека в света и неговото предназначение. Пирон и последователите му се прославят със своето скептическо съмнение, киниците – с оспорването на общоприетите представи за добрия живот и утвърждаването на аскетичния отказ от лукса, богатството, славата. Стоиците и епикурейците възраждат идеите за света и природата на древните гръцки мислители-материалисти – Левкип, Демокрит, Хераклит и ги обвързват с обсъждането на въпросите за щастието, смисъла на живота, свободата и страха от смъртта.
Философски школи и течения през еленистическа философия са:
- Платонизъм
- Перипатизъм
- Кинизъм
- Епикурейство
- Стоицизъм
- Пиронизъм
- Еклектизъм
- Неопитагорейство